# Lasioglossum contracticaudum
Lasioglossum contracticaudum là một loài Hymenoptera trong họ Halictidae. Loài này được Cockerell mô tả khoa học năm 1937.